# Вишневский, Николай Александрович
Николай Александрович Вишневский (15 марта 1902, Брестский уезд, Гродненская губерния, Российская империя — 2 ноября 1965, СССР) — советский военный, государственный и политический деятель, генерал-лейтенант.

## Биография
Родился в 1902 году в Каменецком районе. Член ВКП(б) с 1929 года.
С 1924 года — на хозяйственной, общественной и политической работе. В 1924—1960 гг. — на военно-политической работе в частях Киевского военного округа, военный комиссар 1-го кавалерийского корпуса, оперативного отдела штаба Юго-Западного направления, замначальника политодела 21-й и 6-й армий, начальник политотдела, член Военного совета 69-й армии, замначальника политуправления Бакинского военного округа, начальник политотдела 4-й армии, член Военного Совета Приморского и Забайкальского военного округов.
Избирался депутатом Верховного Совета РСФСР 4-го созыва.
Уволен в запас в 1960 году в звании генерал-лейтенанта. В последние годы являлся заместителем председателя научно-методического совета по пропаганде военных знаний общества «Знание».